# Пясечня (Мазовецьке воєводство)
Пясечня (пол. Piasecznia) — село в Польщі, у гміні Кадзідло Остроленцького повіту Мазовецького воєводства.
Населення — 328 осіб (2011).
У 1975-1998 роках село належало до Остроленцького воєводства.

## Демографія
Демографічна структура станом на 31 березня 2011 року:
|          | Загалом | Допрацездатний вік | Працездатний вік | Постпрацездатний вік |
| -------- | ------- | ------------------ | ---------------- | -------------------- |
| Чоловіки | 175     | 44                 | 114              | 17                   |
| Жінки    | 153     | 36                 | 83               | 34                   |
| Разом    | 328     | 80                 | 197              | 51                   |